# Czesław Daś
Czesław Daś  (ur. 28 marca 1955 w Świdwinie, zm. 19 lipca 2025) – polski trener koszykówki II klasy; nauczyciel wychowania fizycznego; związany ze szczecińskim klubem Pogoni Szczecin; był także trenerem między innymi zespołów: PKK Warty Szczecin, koszykarek AZS-u Szczecin, Kotwicy Kołobrzeg, Spójni Stargard Szczeciński, Turowa Zgorzelec, Siarki Tarnobrzeg, Basketu Kwidzyn oraz AZS Radex Szczecin.

## Życiorys
Czesław Daś urodził się 28 marca 1955 w Świdwinie. W szkole średniej, VII Liceum Ogólnokształcącym im. Krzysztofa Kamila Baczyńskiego w Szczecinie zainteresował się koszykówką, gdzie ją kontynuował podczas studiów w Wyższej Szkole Pedagogicznej w Szczecinie  zdobywając z drużyną wiele medali akademickich mistrzostw Polski. Po ukończeniu studiów zdobył uprawnienia trenerskie, a następnie rozpoczął pracę jako nauczyciel w Szkole Podstawowej nr 30 na Pomorzanach. Jego uczniowie specjalizowali się przede wszystkim w koszykówce. Z dwoma rocznikami: 1969 i 1972 awansował do finałów Spartakiady Młodzieży, a roczniki 1972 prowadził od młodzików do seniora awansując w roku 1993 do I ligi (ekstraklasa). Jest absolwentem IKF Uniwersytetu Szczecińskiego w Szczecinie oraz kursu trenerskiego II klasy. 
W sezonie 1988/1989 rozpoczął pracę jako trener asystent, gdzie I trenerem I ligowej Pogoni Szczecin był Jerzy Nowakowski. Sezon 1989/1990 szczecińską drużynę poprowadził jako I trener, gdzie zanotował 15 zwycięstw i 7 porażek zajmując 4. miejsce w I lidze. Pogoń Szczecin prowadził w rozgrywkach I ligi w sezonach 1990/1991 i 1991/1992. W 1993 jego zespół awansował do PLK, gdzie w sezonie 1992/1993 poprowadził szczecińską drużynę w 36 spotkaniach odnosząc 15 zwycięstw i 21 porażek i ostatecznie zespół utrzymał się w ekstraklasie po barażach ze Spójnią Stargard wygrywając po dogrywce. W sezonach 1993/94, 1994/1995 jest trenerem Sokoła Międzychód. W 1995 powrócił do Szczecina i rozpoczął pracę z akademicką drużyną żeńską z AZS US wprowadzając zespół do I ligi, wywalczył z drużyną ósme miejsce w ekstraklasie. W drużynie Czesława Dasia grały m.in.: Ilse Ose i Linda Egliste z Łotwy, Ewa Maciejewska, Katarzyna Waniorek. We wrześniu 1997 zespół w wyniku braku funduszy został rozwiązany i  wycofany z ekstraklasy. Następnie był szkoleniowcem Pomorskiego Klubu Koszykówki, gdzie szczecińska męska drużyna po zwycięskich barażach z Miteksem Kielce pozostała w gronie najlepszych drużyn w kraju. Następny dwa sezony, 1997/1998 i 1998/99 spędził w I lidze w Obrze Kościan. Z Kościana trafił na rok do Poznania, gdzie w sezonie 1999/2000 z zespołem Black Jackiem zajął piąte miejsce w I lidze. W wieku 46 lat podjął rolę szkoleniowca w sezonie 2000/2001 w I ligowej Kotwicy Kołobrzeg, gdzie poprowadził drużynę w 13 spotkaniach mając statystycznie 4 wygrane i 9 porażek po czym został asystentem Krzysztofa Koziorowicza w Szczecińskim Klubie Koszykówki. Po spadku z ekstraklasy został pierwszym trenerem zespołu w sezonie 2001/2002, gdzie podstawowymi zawodnikami byli: Marek Łukomski, Maciej Sudowski, Łukasz Biela. W sezonie 2002/2003 był trenerem I ligowej drużyny Turów Zgorzelec, którą prowadził w 34 meczach odnosząc 25 wygranych i 9 porażek zajmując po rundzie zasadniczej 2. miejsce. W latach 2003/2005 był szkoleniowcem I ligowej drużyny Basket Kwidzyn w 73 spotkaniach. 
W sezonie 2005/2006 podjął rolę szkoleniowca Spójnia Stargard, gdzie zanotował 9 zwycięstw i 9 porażek. W tym samym sezonie, po odejściu ze stargardzkiego klubu był trenerem Siarki Tarnobrzeg, gdzie poprowadził drużynę w 10 meczach, 4 wygrane i 6 porażek. W wieku 52 lat powrócił do drużyny Basket Kwidzyn, gdzie był trenerem w 11 spotkaniach, mając statystycznie 6 zwycięstw i 5 porażek. W sezonie 2012/2013 był szkoleniowcem szczecińskich akademików – AZS-u Radex Szczecin. Ostatecznie 5 listopada 2012, po słabej dyspozycji zespołu w lidze, zrezygnował z funkcji trenera. Był i jest trenerem grup młodzieżowych. W Akademii Pogoń Basket Szczecin prowadził jeden z zespołów U11. Od roku 2018 prowadził w Szkolnym Młodzieżowym Ośrodku Koszykówki (SMOK) zajęcia z koszykówki dla uczniów klas VI szkół podstawowych (chłopcy z rocznika 2005 i młodsi). Jako szczeciński trener wprowadził dwa zespoły do I ligi (ekstraklasa): męski Pogoni (1993) i AZS Szczecin kobiety (1996). W latach 1988–2007 jako trener drużyn męskich statystycznie zanotował 239 zwycięstw i 201 porażek. 30 września 2022 w Stargardzie uczestniczył w spotkaniu byłych koszykarzy, trenerów i działaczy Spójni Stargard, którym jako gościom honorowym wręczono przed meczem z Eneą Abramczyk Astorią Bydgoszcz pamiątkowe statuetki z napisem „Przyjaciel Klubu”. 

## Osiągnięcia
Na podstawie , o ile nie zaznaczono inaczej.

### Trenerskie
Trener grup młodzieżowych: 
- Białystok – V miejsce Pogoń Szczecin w mistrzostwach Polski kadetów (1993)
- Prudnik – I miejsce MKS Kusy Reda w mistrzostwach Polski kadetów (2001)

Trener w I lidze (ekstraklasa):
- IX miejsce po rundzie zasadniczej I liga (ekstraklasa) (1992/1993)
- VIII miejsce po rundzie zasadniczej I liga kobiet (1995/1996)

## Odznaczenia i wyróżnienia
Czesław Daś był odznaczany: 
- Brązowa Honorowa Odznaka PZKosz
- Srebrna Honorowa Odznaka PZKosz
- Złota Odznaka AZS-u
- Statuetka od Spójni Stargard z napisem „Przyjaciel Klubu”

i inne

## Historyczne składy Czesława Dasia (trener)
Czesław Daś w sezonie 1992/1993 był trenerem Pogoni Szczecin awansując w 1993 do rozgrywek w PLK:

### Sezon 1992/1993 (rozgrywki w PLK)
Pogoń Szczecin w sezonie 1992/1993 grała w PLK w składzie:

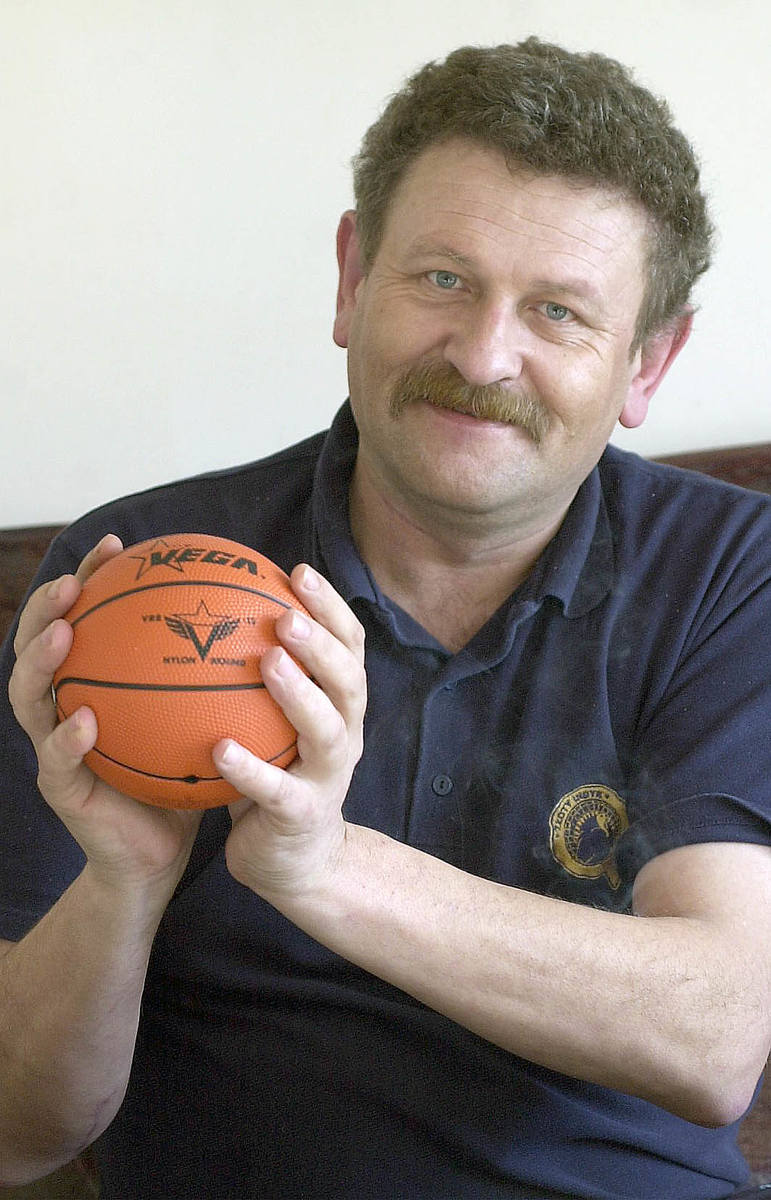
Czesław Daś jako trener Pogoni Szczecin w roku 1993 wraz z zespołem awansował do PLK

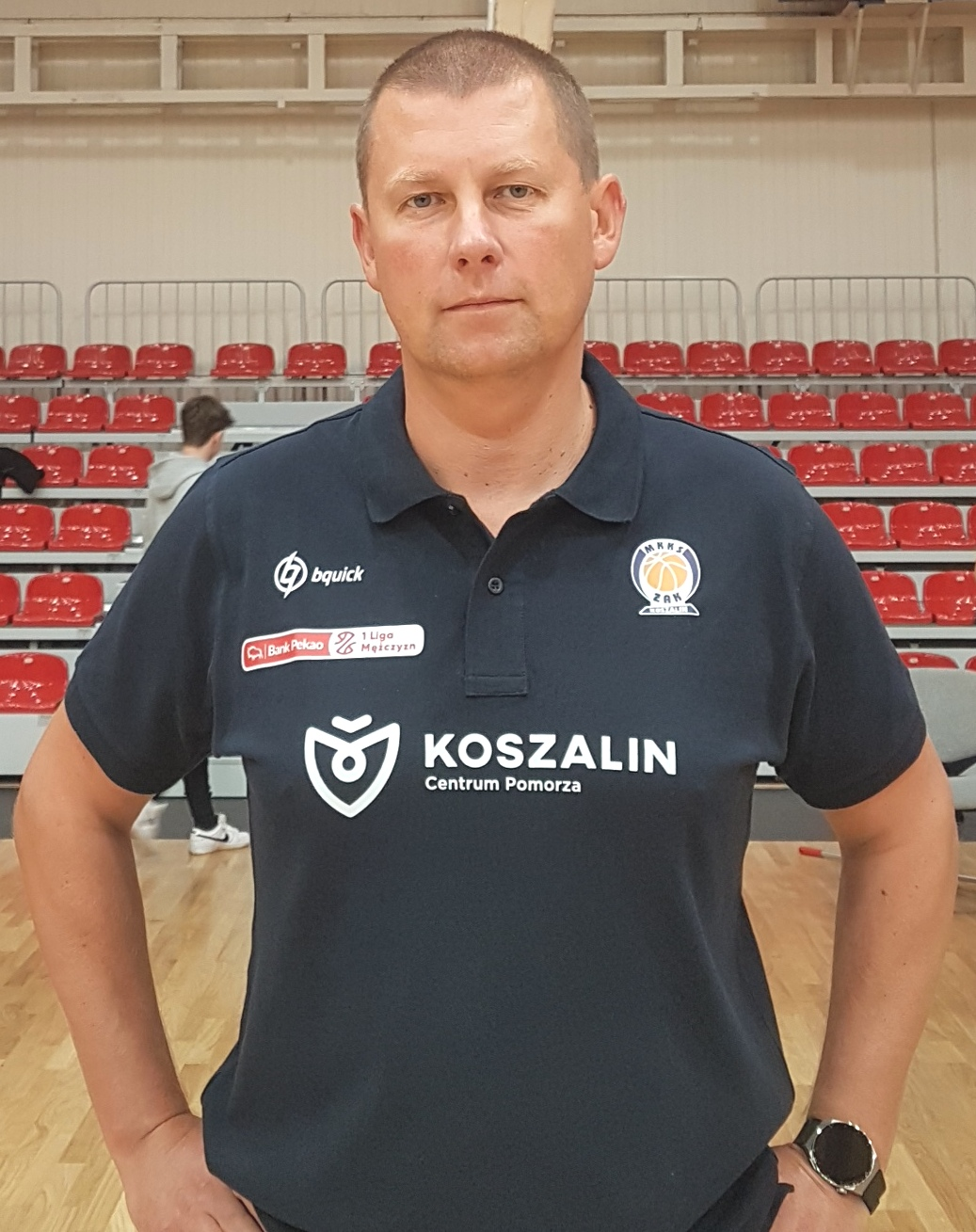
Czesław Daś był trenerem Marka Łukomskiego w Spójni Stargard

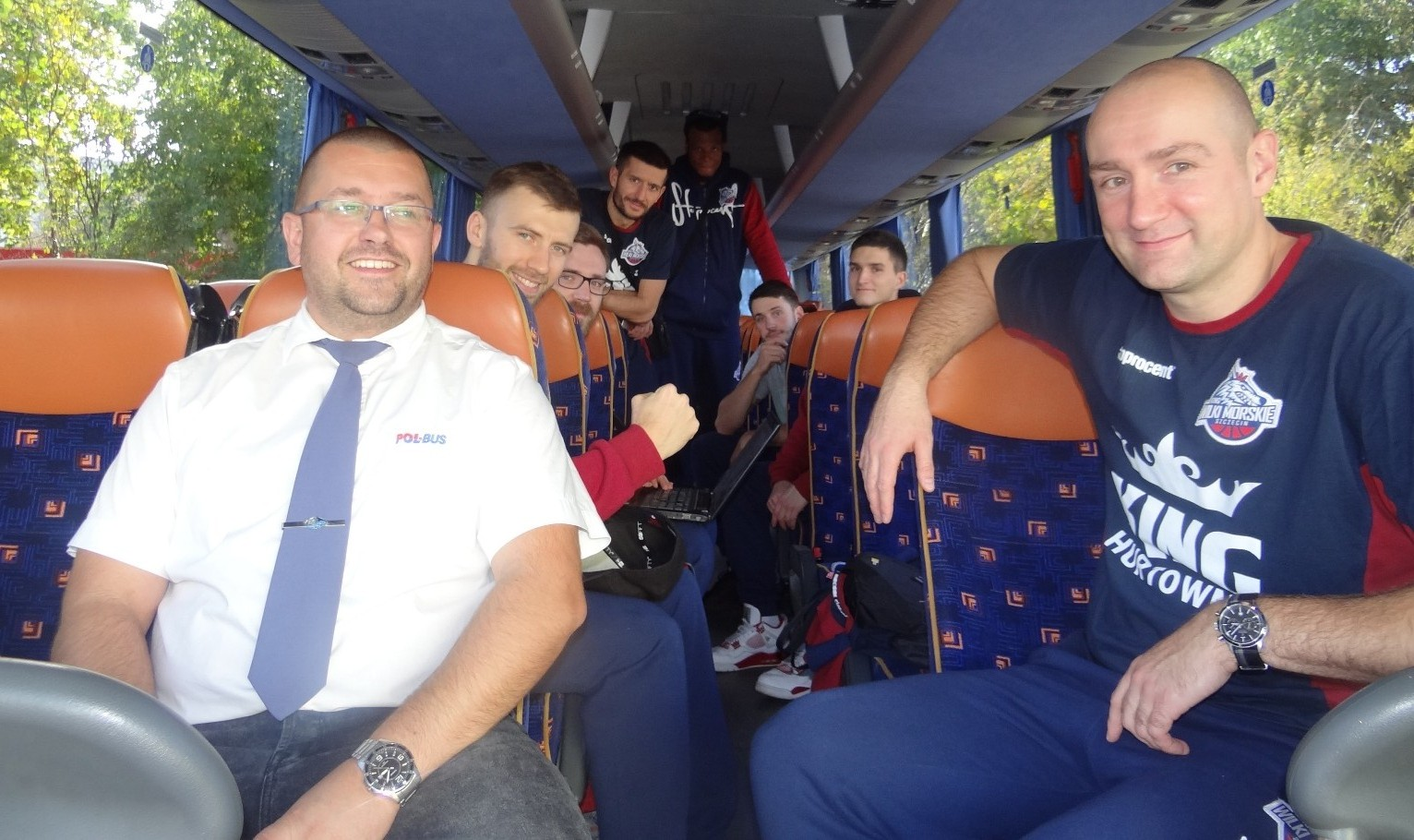
Czesław Daś był trenerem Łukasza Bieli (P) w Spójni Stargard

| Nr | Poz. | Nar.     | Nazwisko i imię          | Data urodzenia | Wzrost | Masa ciała |
| -- | ---- | -------- | ------------------------ | -------------- | ------ | ---------- |
| 9  | O    | Polska   | Bąk, Marcin              | 1972-06-19     | 196 cm |            |
| 18 | O    | Białoruś | Buzliakow, Nikołaj       | 1960-01-01     | 190 cm |            |
| 3  | S    | Polska   | Dubicki, Jarosław        | 1966-01-20     | 200 cm |            |
| 10 | O    | Polska   | Karaś, Andrzej           | 1972-01-20     | 191 cm |            |
| 8  | C    | Polska   | Kicki, Ireneusz          | 1976-10-01     | 203 cm |            |
| 14 | S    | Polska   | Kuligowski, Dariusz      | 1964-04-22     | 196 cm |            |
| 11 | S    | Łotwa    | Laksa, Janis             | 1967-01-01     | 203 cm |            |
| 6  | C    | Polska   | Molski (koszykarz), Adam | 1971-01-09     | 206 cm |            |
| 2  | S    | Polska   | Mrożek, Tomasz           | 1977-07-16     | 199 cm |            |
| 5  | S    | Polska   | Orłowski, Piotr          | 1972-01-01     | 182 cm |            |
| 15 | S    | Polska   | Suski, Paweł             | 1971-12-30     | 198 cm |            |
| 17 | O    | Polska   | Szewczyk, Mirosław       | 1960-01-15     | 192 cm |            |
| 12 | O/S  | Polska   | Weryk, Bartosz           | 1977-01-01     | 197 cm |            |
| 4  | C    | Polska   | Zagórski, Wojciech       | 1975-01-01     | 208 cm |            |

Trener:  Czesław Daś
 Asystenci: ?

### Sezon 2005/2006 (rozgrywki w I lidze)
Czesław Daś w sezonie 2005/2006 był trenerem Spójni Stargard w rozgrywkach w I lidze:

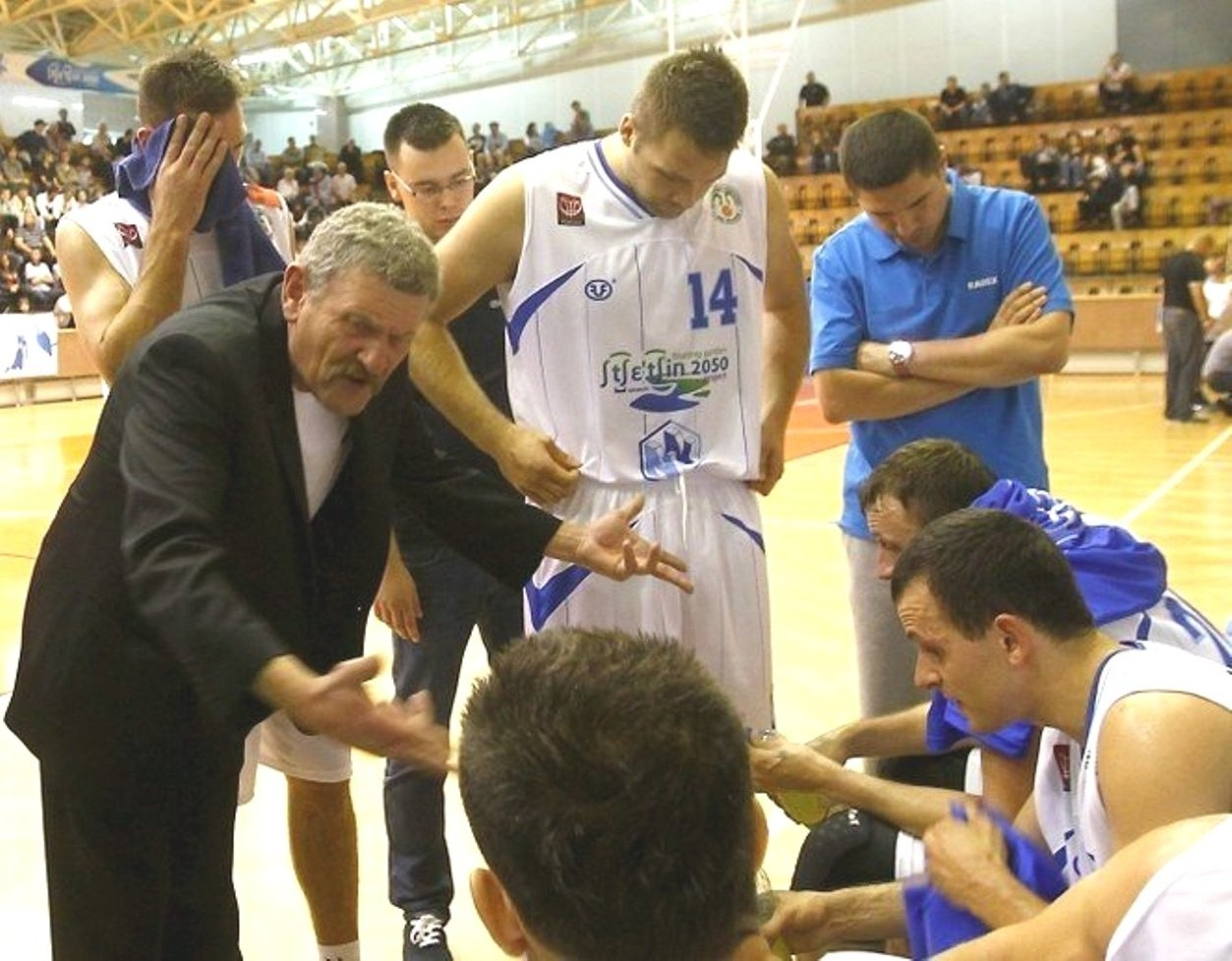
Czesław Daś był trenerem AZS Radex Szczecin do 5 listopada 2012

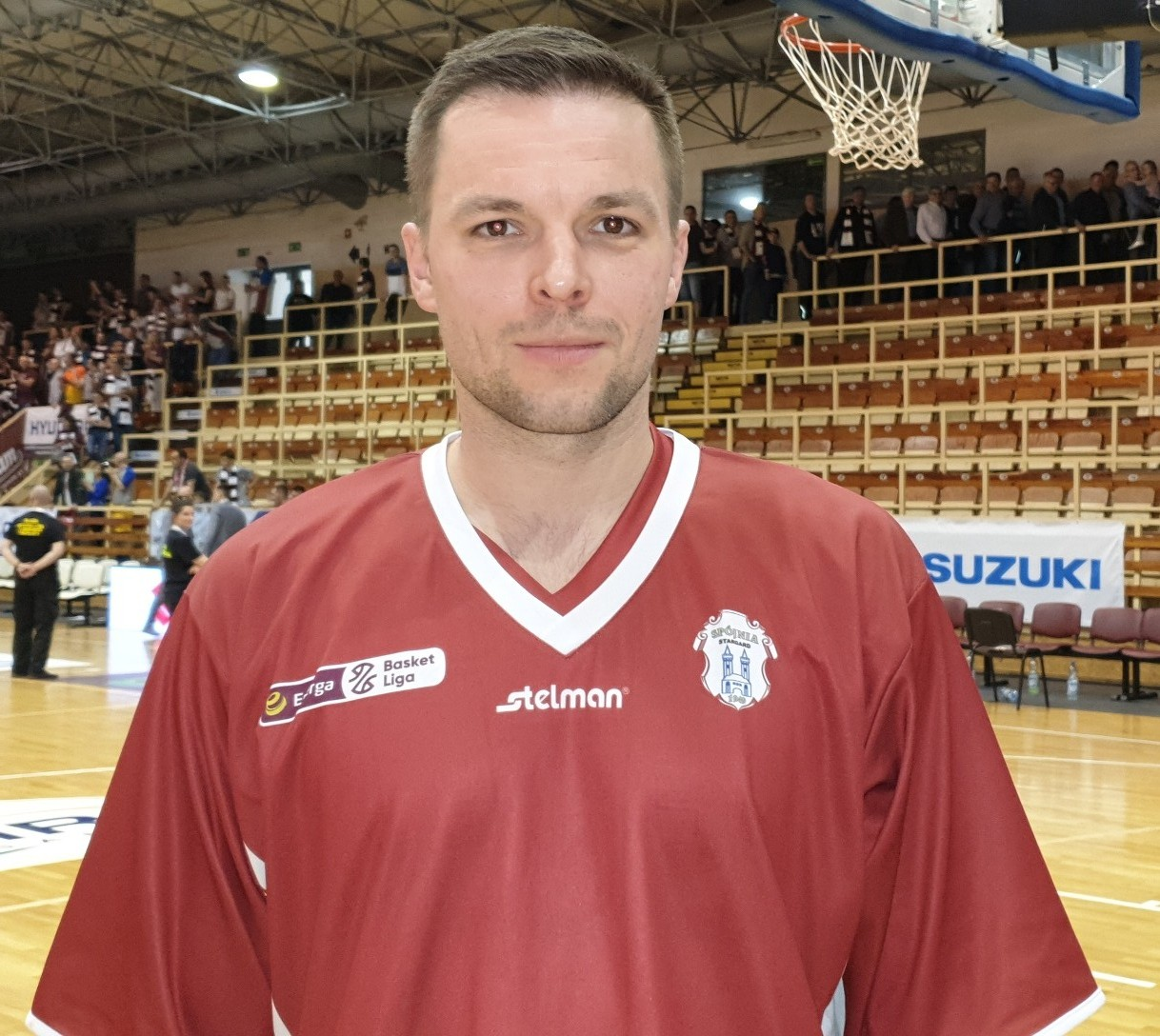
Czesław Daś był m.in. trenerem Macieja Raczyńskiego w AZS Radex

| Nr | Poz. | Nar.   | Nazwisko i imię      | Data urodzenia | Wzrost | Masa ciała |
| -- | ---- | ------ | -------------------- | -------------- | ------ | ---------- |
| 9  | O    | Polska | Baszak, Tomasz       | 1982-02-11     | 183 cm |            |
| 16 | S    | Polska | Chelis, Łukasz       | 1984-10-01     | 198 cm |            |
| 3  | S    | Polska | Leończyk, Paweł      | 1986-10-05     | 203 cm |            |
| 10 | O    | Polska | Łukomski, Marek      | 1980-12-02     | 188 cm |            |
| 8  | O/S  | Polska | Mazur, Hubert        | 1984-06-10     | 189 cm |            |
| 14 | O    | Polska | Nizioł, Piotr        | 1969-01-15     | 190 cm |            |
| 11 | O    | Polska | Pacocha, Łukasz      | 1982-05-29     | 172 cm |            |
| 6  | O    | Polska | Piechucki, Kamil     | 1983-07-28     | 186 cm |            |
| 2  | S    | Polska | Polowy, Paweł        | 1987-05-08     | 199 cm |            |
| 5  | S    | Polska | Soczewski, Arkadiusz | 1982-06-09     | 201 cm |            |
| 15 | S    | Polska | Zarzeczny, Marcin    | 1987-05-26     | 195 cm |            |
| 17 | O    | Polska | Szatkowski, Daniel   | 1986-01-29     | 195 cm |            |
| 12 | S    | Polska | Biela, Łukasz        | 1980-02-25     | 197 cm |            |
| 4  | S    | Polska | Sudowski, Maciej     | 1977-02-13     | 206 cm |            |

Trener:  Czesław Daś
 Asystenci: Ireneusz Purwiniecki

### Sezon 2012/2013 (rozgrywki w I lidze)
Czesław Daś w sezonie 2012/2013 był trenerem AZS Radex Szczecin w rozgrywkach w I lidze:
| Nr | Poz. | Nar.   | Nazwisko i imię       | Data urodzenia | Wzrost | Masa ciała |
| -- | ---- | ------ | --------------------- | -------------- | ------ | ---------- |
| 9  | O    | Polska | Balcerek, Tomasz      | 1987-08-18     | 190 cm |            |
| 12 | S    | Polska | Biela, Łukasz         | 1980-02-25     | 197 cm |            |
| 3  | S    | Polska | Jakiel, Damian        | 1993-04-01     | 198 cm |            |
| 17 | O    | Polska | Koszuta, Jerzy        | 1982-05-05     | 190 cm |            |
| 15 | S    | Polska | Linowski, Adam        | 1987-03-25     | 199 cm |            |
| 4  | 0    | Polska | Majcherek, Maciej     | 1982-02-25     | 180 cm |            |
| 2  | S    | Polska | Mielczarek, Krzysztof | 1981-04-13     | 198 cm |            |
| 10 | C    | Polska | Miszczuk, Marek       | 1977-13-02     | 211 cm |            |
| 11 | O    | Polska | Pacocha, Łukasz       | 1982-05-29     | 172 cm |            |
| 14 | O    | Polska | Pytyś, Karol          | 1985-12-04     | 202 cm |            |
| 8  | O    | Polska | Raczyński, Maciej     | 1984-07-28     | 189 cm |            |

Trener:  Czesław Daś
 Asystenci: ?